# Micropholis casiquiarensis
Espèce
Statut de conservation UICN

 NT  : Quasi menacé
Classification phylogénétique
Micropholis casiquiarensis est une espèce de plantes à fleurs de la famille des Sapotaceae. C'est un arbre originaire d'Amazonie.

## Répartition
Endémique et dispersé dans la forêt amazonienne au Brésil (Amazonas, Pará) et au sud du  Venezuela, sur les sols argileux.